# Michal Sersen
Michal Sersen (ur. 28 grudnia 1985 w Gelnicy) – słowacki hokeista, reprezentant Słowacji.
Jego szwagrem został inny słowacki hokeista, Peter Novajovský.

## Kariera
- Slovan Bratysława U18 (2001–2003)
- Slovan Bratysława U20 (2001/2002)
- Slovan Bratysława (2003/2003)
- Rimouski Océanic (2003–2005)
- Quebec Remparts (2005−2006)
- Slovan Bratysława (2006−2010)
- Awtomobilist Jekaterynburg (2010–2011)
- Sparta Praga (2011–2012)
- HC Lev Praga (2012)
- Slovan Bratysława (2012-)
- HC 05 Banská Bystrica (2016–2017)
- Slovan Bratysława (2012–2016)

Wychowanek Slovana Bratysława. W drafcie do kanadyjskich rozgrywek juniorskich CHL z 2003 został wybrany przez klub Rimouski Océanic z numerem 1. Następnie w jego barwach grał przez dwa sezony w lidze QMJHL oraz jeden rok w zespole Quebec Remparts. Później powrócił na Słowację do gry w Slovanie. Od czerwca 2010 do czerwca 2011 roku zawodnik Awtomobilista Jekaterynburg. W sierpniu 2012 został zawodnikiem HC Lev Praga, z którego na koniec października 2012 roku został przekazany ponownie do Awtomobilista (w zamian za miejsce w KHL Junior Draft). Dzień później rosyjski klub odstąpił go do macierzystego klubu Slovana, z którym Sersen związał się umową do 30 kwietnia 2015 roku. Przedłużał kontrakt z klubem w sierpniu 2015 oraz o dwa lata w kwietniu 2016. Od listopada 2016 zawodnik klubu HC 05 Banská Bystrica. Potem powrócił do Slovana, gdzie przedłużał kontrakt w połowie 2018 o rok, a w połowie 2019 o cztery lata.
Uczestniczył w turniejach mistrzostw świata w 2011, 2012, 2013, 2015, 2016, 2017. W 2014 kontuzja wykluczyła jego udział w igrzyskach olimpijskich 2014 w Soczi.

## Sukcesy
Reprezentacyjne
- Srebrny medal mistrzostw świata juniorów do lat 18: 2003
- Srebrny medal mistrzostw świata: 2012

Klubowe
- Złoty medal mistrzostw Słowacji: 2003, 2007, 2008 ze Slovanem, 2017 z HC 05 Bańska Bystrzyca
- Srebrny medal mistrzostw Słowacji: 2010 ze Slovanem
- Brązowy medal mistrzostw Słowacji: 2009 ze Slovanem
- Coupe du Président: 2005 z Rimouski Océanic
- Trophée Jean Rougeau: 2005 z Rimouski Océanic
- Memorial Cup: 2006 z Quebec Remparts
- Puchar Prezydenta Czeskiej Federacji Hokeja na Lodzie: 2012

Indywidualne
- CHL 2003/2004: CHL Top Prospects Game
- QMJHL i CHL 2005/2006:
  - CHL Memorial Cup All-Star Team
  - Pierwsze miejsce w klasyfikacji +/-: +56
  - Najlepszy defensywny zawodnik miesiąca - grudzień 2005
  - QMJHL Second All-Star Team
- Ekstraliga słowacka 2007/2008:
  - Skład gwiazd
- European Trophy 2013:
  - Drugie miejsce w klasyfikacji kanadyjskiej całego cyklu wśród obrońców: 7 punktów